# Rhipicephalus sanguineus
O Rhipicephalus sanguineus, carrapato da família Ixodidae, tem como hospedeiros preferidos os cães, embora também possa parasitar o homem, outros animais domésticos e animais silvestres. No Brasil também é conhecido pelo nome popular: carrapato-vermelho-do-cão. Ao contrário da maioria dos carrapatos, o Rhipicephalus possui geotropismo negativo, ou seja, ao sair do hospedeiro ele procura lugares altos, de preferência perto do ambiente onde os hospedeiros ficam e dormem.

## Características
- Quelícera curta
- Base do gnatossoma geralmente hexagonal
- Escudo não ornamentado
- Festões pouco desenvolvidos
- Primeiro par de coxas bífidas
- Um par de placas adanais nos machos
- Peritremas em forma de vírgula
- Geotropismo negativo

## Ciclo
É um carrapato que exige três hospedeiros para completar o ciclo (trioxeno), pois todas as mudas são feitas fora dos hospedeiros. A fêmea podem por 2000 a 3000 ovos por dia.

### Períodos (em dias)
- Pré-postura - 3
- Incubação - 17-60
- Sucção da larva - 2-7.
- Muda da larva - 5-23.
- Sucção da ninfa - 4-9.
- Muda da ninfa - 11-72.
- Sucção da fêmea - 6-30.

As larvas não alimentadas podem sobreviver até 8 meses e meio, as ninfas seis meses e adultos até 19 meses.

## Importância em Medicina Veterinária e Saúde pública
Este carrapato é comum em cães e as altas infestações provocam desde leves irritações até anemia por ação espoliadora.
O carrapato pode atacar qualquer região do corpo, porém é mais freqüente nos membros anteriores e nas orelhas.
É considerado o principal transmissor da babesiose canina e da Erlichiose ("doença do carrapato"); a transmissão acontece pela inoculação da saliva contaminada com a forma infectante da Ehrlichia canis. Dentro do carrapato a transmissão acontece de forma transestadial e não há comprovações da transmissão transovariana, podendo também transmitir vírus e bactérias. Pode atacar o homem causando dermatites.

## Controle
O controle faz-se através da aplicação de banhos carrapaticidas nos cães, repetindo-se o tratamento duas ou três vezes com intervalos de 14 dias, em conjunto com limpeza dos canis e aplicação de acaricidas nas paredes e pisos das instalações.